# Arnoud Holierhoek
Arnoud Holierhoek (Waddinxveen, 23 november 1994) is een Nederlands Americanfootballspeler. Sinds 2022 speelt hij als offensive tackle voor Rhein Fire in de European League of Football (ELF). Voorheen speelde hij bij de Den Haag Raiders (2017-2019) en de Cologne Crocodiles (2020-2021).
Zowel in 2023 als in 2024 won Arnoud Holierhoek met Rhein Fire de finale van de European League of Football. 